# العلاقات الأنغولية الكونغوية
العلاقات الأنغولية الكونغولية هي العلاقات الثنائية التي تجمع بين أنغولا وجمهورية الكونغو.

## مقارنة بين البلدين
هذه مقارنة عامة ومرجعية للدولتين:
| وجه المقارنة                                              | أنغولا           | [[تصنيف:صفحات تستخدم رمز علم غير موجود\|]] جمهورية الكونغو |
| --------------------------------------------------------- | ---------------- | ---------------------------------------------------------- |
| المساحة (كم2)                                             | 1.25 مليون       | 342.00 ألف                                                 |
| عدد السكان (نسمة)                                         | 29.78 مليون      | 5.26 مليون                                                 |
| الكثافة السكانية (ن./كم²)                                 | 23.82            | 15.38                                                      |
| العاصمة                                                   | لواندا           | برازافيل                                                   |
| اللغة الرسمية                                             | اللغة البرتغالية | لغة فرنسية                                                 |
| العملة                                                    | كوانزا أنغولي    | فرنك وسط أفريقي                                            |
| الناتج المحلي الإجمالي (بليون دولار)                      | 124.21 مليار     | 8.72 مليار                                                 |
| الناتج المحلي الإجمالي (تعادل القوة الشرائية) بليون دولار | 184.83 مليار     | 29.48 مليار                                                |
| الناتج المحلي الإجمالي الاسمي للفرد دولار أمريكي          | 4.10 ألف         | 1.85 ألف                                                   |
| الناتج المحلي الإجمالي للفرد دولار أمريكي                 |                  |                                                            |
| مؤشر التنمية البشرية                                      | 0.533            | 0.591                                                      |
| رمز المكالمات الدولي                                      | +244             | +242                                                       |
| رمز الإنترنت                                              | .ao              | .cg                                                        |
| المنطقة الزمنية                                           | ت ع م+01:00      | ت ع م+01:00                                                |

## منظمات دولية مشتركة
يشترك البلدان في عضوية مجموعة من المنظمات الدولية، منها:
| علم المنظمة | اسم المنظمة                                 | تاريخ انضمام أنغولا | تاريخ انضمام جمهورية الكونغو |
| ----------- | ------------------------------------------- | ------------------- | ---------------------------- |
|             | البنك الإفريقي للتنمية                      | ?                   | ?                            |
|             | الاتحاد الأفريقي                            | 11 فبراير 1979      | ?                            |
|             | منظمة التجارة العالمية                      | ?                   | ?                            |
|             | منظمة الشرطة الجنائية الدولية               | ?                   | ?                            |
|             | منظمة حظر الأسلحة الكيميائية                | ?                   | ?                            |
|             | مؤسسة التمويل الدولية                       | 19 سبتمبر 1989      | 1 أكتوبر 1980                |
|             | يونسكو                                      | 11 مارس 1977        | 24 أكتوبر 1960               |
|             | البنك الدولي للإنشاء والتعمير               | 19 سبتمبر 1989      | 10 يوليو 1963                |
|             | مجموعة دول أفريقيا والكاريبي والمحيط الهادئ | ?                   | ?                            |
|             | الأمم المتحدة                               | 1 ديسمبر 1976       | 20 سبتمبر 1960               |
|             | مؤسسة التنمية الدولية                       | 19 سبتمبر 1989      | 8 نوفمبر 1963                |
|             | وكالة ضمان الاستثمار متعدد الأطراف          | 19 سبتمبر 1989      | 16 أكتوبر 1991               |
|             | Gulf of Guinea Commission ‏                  | ?                   | ?                            |

## وصلات خارجية
- موقع وزارة الخارجية الأنغولية